# Prinsessan Teruko
Prinsessan Teruko, född 1224, död 1262, var en japansk prinsessa, kejsarinna 1248-1251. Hon var hedersmoder till sin brorson kejsar Go-Saga och fungerade ceremoniellt som hans kejsarinna. 